# The Flying Sailor
The Flying Sailor ist ein kanadischer animierter Kurzfilm von Amanda Forbis und Wendy Tilby aus dem Jahr 2022.

## Handlung
Ein alter Seeman wandert über ein Pier, als zwei Schiffe zusammenstoßen. Das Transportschiff fängt Feuer und explodiert in einer gigantischen Explosion. Der Seemann, der sich gerade eine Zigarette angezündet hatte, wird von der Explosion erfasst und während er durch die Luft fliegt, zieht sein Leben an ihm vorbei, bis er sich scheinbar ins Nichts auflöst. Anschließend kehrt er in seinen nackten Körper zurück und fällt wieder zur Erde. Er kracht auf den Boden. Sein Blick fällt auf einen toten Fisch. Der Seemann hat die Katastrophe wie durch ein Wunder überlebt. Er zieht an seiner noch brennenden Zigarette.

## Hintergrund
Der Film ist mit dem Untertitel „A true story“ (eine wahre Geschichte) versehen und basiert auf der Halifax-Explosion von 1917, bei der ein Munitionsfrachter mit dem norwegischen Frachtschiff Imo zusammenstieß und bei dem fast zweitausend Menschen ihr Leben ließen.
Amanda Forbis und Wendy Tilby aus Alberta, Kanada kamen auf die Idee zu dem Kurzfilm, als sie das Maritime Museum of the Atlantic in Halifax besuchten. Dort hörten sie von einem englischen Seemann, dem genau dies passiert sein soll. Dessen Nahtoderfahrung bildet die Basis der Geschichte. Getragen von einem ruhigen, friedvollen Soundtrack von Luigi Allemano zeigt der Film den durch die Luft fliegenden Seemann, dem die Explosion alle Kleider raubte, nackt durch die Luft fliegen. Neben den Animationen wurden auch grobkörnige Filmaufnahmen verwendet. Außerdem werden handgemalte 2D-Cartoons mit computeranimierter 3D-Animation vermischt.

## Rezeption
| Jahr | Festival                                | Kategorie                  | Status     | Ref.  |
| ---- | --------------------------------------- | -------------------------- | ---------- | ----- |
| 2022 | Ottawa International Animation Festival | Best Canadian Film         | Gewonnen   | [ 3 ] |
| 2022 | Calgary International Film Festival     | Best Animated Film         | Gewonnen   | [ 4 ] |
| 2022 | Countryside Animafest Cyprus            | Best Narrative Film        | Gewonnen   | [ 5 ] |
| 2023 | Academy Awards                          | Bester animierter Kurzfilm | Ausstehend |       |